# Tonkinencyrtus
Tonkinencyrtus is een geslacht van vliesvleugeligen uit de familie Encyrtidae. De wetenschappelijke naam van dit geslacht is voor het eerst geldig gepubliceerd in 2002 door Sugonjaev.

## Soorten
Het geslacht Tonkinencyrtus is monotypisch en omvat slechts de volgende soort:
- Tonkinencyrtus paradoxus Sugonjaev, 2002